# Bencatel
Bencatel es una freguesia portuguesa situada en el municipio de Vila Viçosa. Según el censo de 2021, tiene una población de 1480 habitantes.